# Phare de North Foreland
Le phare de North Foreland est un phare situé sur la falaise North Foreland à l'extrémité est de l'Île de Thanet, proche de Broadstairs, dans le comté de Kent en Angleterre.
Ce phare est géré par la Trinity House Lighthouse Service de Londres, l'organisation de l'aide maritime des côtes de l'Angleterre, jusqu'au 1er juillet 1976. par l'autorité portuaire.
Il est maintenant protégé en tant que monument classé du Royaume-Uni de Grade II depuis 1950.

## Histoire
La nécessité d'un phare à cet endroit a dû se faire lorsque les sables du Banc de Goodwin sont devenus dangereux la nuit pour les navires qui approchaient la côte pour entrer dans l'embouchure de la Tamise par le sud. Il y eut probablement une sorte de phare érigé à cet endroit, mais la première indication distincte concernant un phare sur le North Foreland date de l'année 1636 lorsque le roi Charles Ier accorda par lettres patentes à Sir John Meldrum (en) une licence pour les phares érigés sur North et South Foreland.
Il apparait que le phare érigé par sir John Meldrum consistait en une simple maison en bois sur laquelle une lumière a été entretenue dans une grande lanterne de verre dans le but de diriger les navires dans un chenal protégé. Cette maison a été brûlée par accident en l'an 1683, après quoi, pendant quelques années, on a utilisé une sorte de tour-balise sur laquelle était hissée une lumière. Mais, vers la fin du XVIIe siècle, une solide structure octogonale fut érigée sur laquelle se trouvait une cuve ouverte en fer dans laquelle un gros feu de charbon était maintenu en activité durant la nuit.

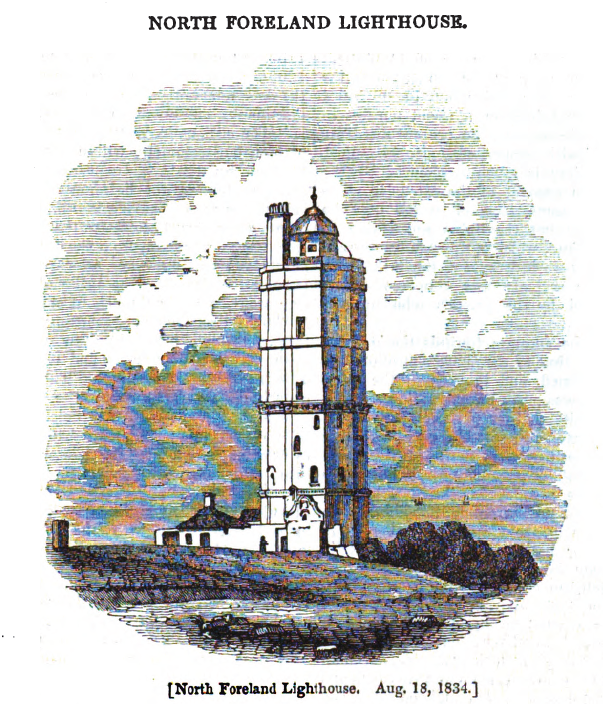
North Foreland en 1834

Vers 1732, le sommet de ce phare fut recouvert d'une sorte de lanterne avec de grandes fenêtres à guillotine et le feu fut maintenu actif en utilisant des soufflets manipulés par des préposés. Cependant, le plan ne fonctionna pas très bien. De nombreux navires ont échoué sur les sables car la lumière n'était pas assez visible en mer à cause du temps souvent brumeux sur cette zone avant d'y parvenir. Un feu à ciel ouvert et placé dans le vent fut installé pour donner une meilleure distance de visibilité. Les plaintes restèrent fréquentes et les gouverneurs de l'hôpital de Greenwich (en), à qui appartenait le phare, envoyèrent sir John Thomson pour remédier au problème. Il ordonna la suppression de la lanterne pour restaurer le feu d'origine qui donnait meilleure satisfaction.
Vers la fin du XVIIIe siècle, le phare a subi de sérieuses modifications et réparations. Deux étages de briques ont été construites sur la structure d'origine qui l'a élevé à la hauteur de 30 m, y compris la salle au sommet dans laquelle les feux ont été conservés. Pour prévenir des risques d'incendie, elle a été recouverte de plaques de cuivre ainsi que la galerie autour. Cette galerie était souvent fréquentée par les visiteurs pour bénéficier du point de vue.

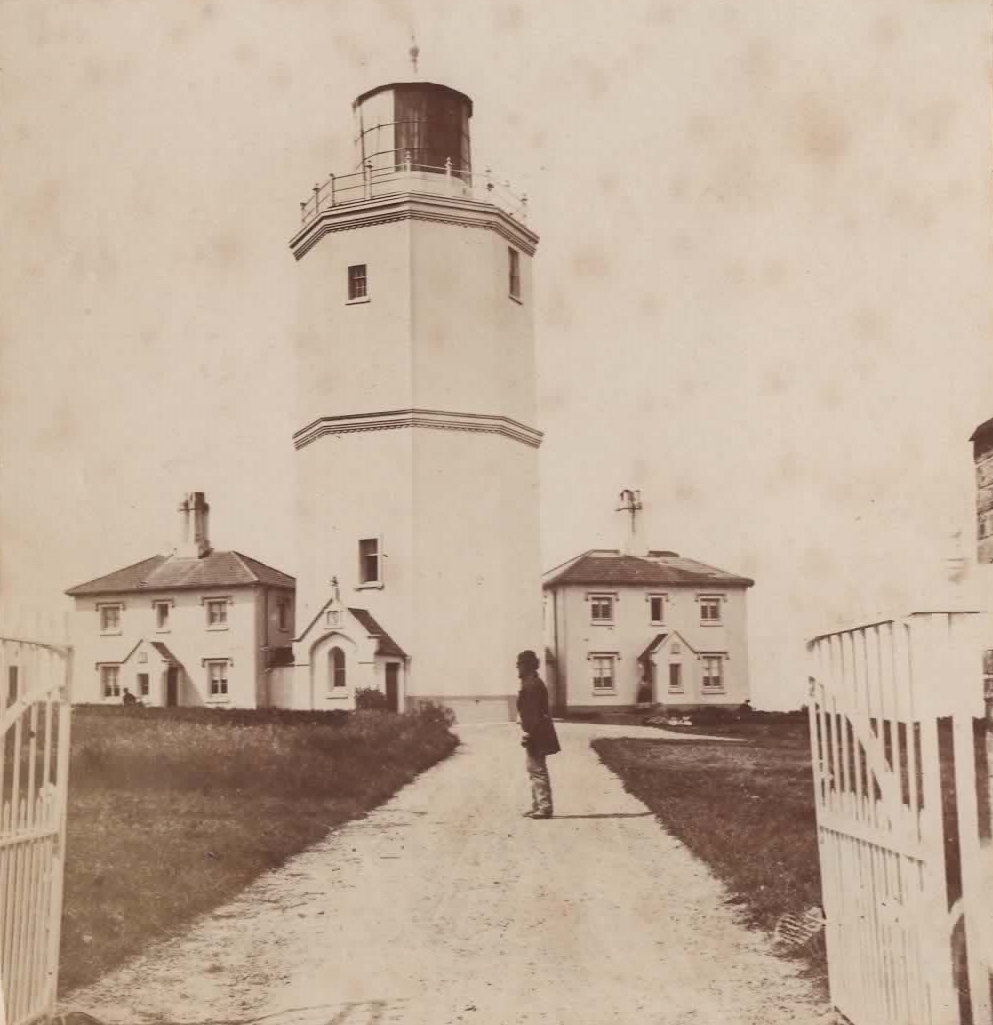
Le phare en 1880 avec les améliorations d'après 1860

En 1860, sous la supervision de l'ingénieur Henry Norris (en), la lumière fut changée en système dioptrique fabriqué par Sautter & Co. de Paris, remplaçant l'ancien appareil catoptrique de 18 lampes et réflecteurs Argand et deux habitations de gardiens furent construites. Ces travaux ont coïncidé avec les expériences réussies réalisées en 1857-60 au phare par le professeur Frederick Hale Holmes (en) avec un courant électrique alternatif qui ont fait l'objet d'une conférence de Michael Faraday à la Royal Institution. Cela a mené à la construction du premier phare au monde conçu avec une telle lumière, le phare de Souter.
Au cours de la Seconde Guerre mondiale, un certain nombre de stations-radar ont été mises en place par les forces allemandes en France et aux Pays-Bas pour détecter les avions alliés qui volent à travers la Manche et une chaîne de stations de brouillage radar a été installée par des scientifiques britanniques le long de la côte sud-est de l'Angleterre. Un ensemble d'émetteurs a été mis en place autour de la galerie du phare contrôlé par un équipement placé dans la lanterne.
Le phare de North Foreland fut le dernier phare habité au Royaume-Uni mais a été automatisé lors d'une cérémonie présidée par le duc d'Édimbourg en 1998. Dermot Cronin fut l'un des derniers gardiens de phare a habité dans celui-ci. Une peinture du phare par Elwin Hawthorne (en) est dans la Russell-Cotes Art Gallery & Museum (en). Actuellement, les chalets autour du phare peuvent être loués comme logement de vacances.
Identifiant : ARLHS : ENG-087 - Amirauté : A0966 - NGA : 11364 .
|               |
| Île de Thanet |

|                           |
| Falaise de North Foreland |

### Liens connexes
- Liste des phares en Angleterre
- Phare de South Foreland